# Podiceps nigricollis

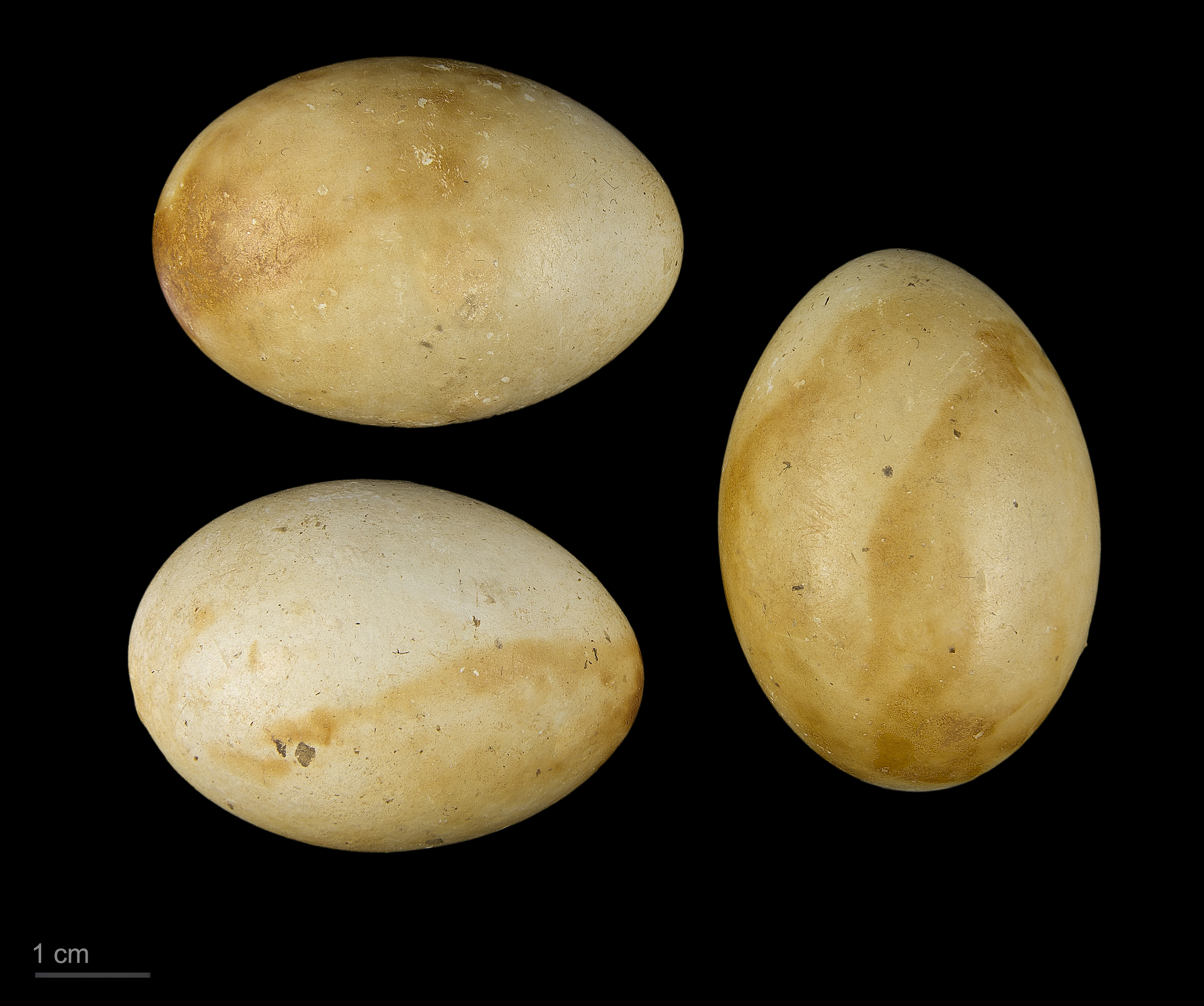
Podiceps nigricollis

Lo svasso piccolo (Podiceps nigricollis Brehm, 1831) è un uccello della famiglia Podicipedidae.

## Etimologia
Il nome del genere deriva dal latino podicis (deretano) e pedis (piede), con riferimento alla posizione delle gambe sul corpo, mentre l'epiteto specifico nigricollis deriva da niger (nero) e collum (collo).

## Descrizione
Lo svasso piccolo è lungo 28–34 cm. L'adulto è inconfondibile in estate con la sua testa e il suo collo neri e i lobi gialli degli orecchi. In inverno questo svasso è bianco con un cappuccio nero non ben definito, e somiglia molto allo svasso cornuto.

## Distribuzione e habitat
Vive nelle aree ricche di vegetazione dei laghi d'acqua dolce in Europa, Asia, Africa, Sud America settentrionale e nel sud-ovest degli Stati Uniti. Gli esemplari del Nord-america svernano perlopiù sulla costa del Pacifico. Gli svassi piccoli nelle regioni temperate più fresche del vecchio mondo svernano ancora ulteriormente più a sud, quando molti uccelli europei si spostano nell'area mediterranea.

## Biologia
Come tutti gli svassi nidifica ai margini dei bacini acquiferi, poiché le sue gambe sono poste molto all'indietro e non riesce a camminare bene. Di solito depone due uova e i giovani maculati vengono trasportati sulla schiena dell'adulto.
È un nuotatore e tuffatore eccellente e insegue le sue prede sottacqua, nutrendosi soprattutto di pesce e di insetti e larve acquatiche. Preferisce sfuggire al pericolo tuffandosi sottacqua piuttosto che volare, sebbene riesca ad alzarsi facilmente dall'acqua.
Nel corteggiamento il maschio offre alla femmina un melenso poo-ee-chk.